# Парамарибо

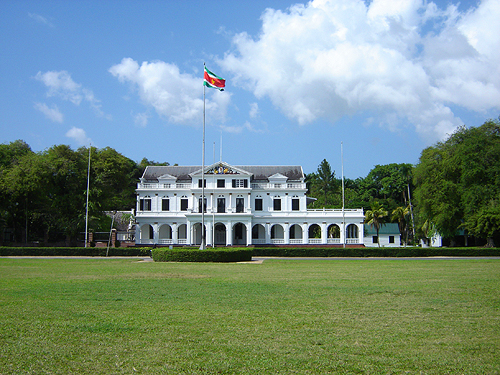
Президентський палац

Парама́рибо (нід. Paramaribo, сур. Paramaribo, прізвисько Par′bo) — столиця та найбільше місто Суринаму. Населення міста — 243 640 осіб. Місто розташоване на річці Суринам за 15 км від узбережжя Атлантичного океану.

## Історія
Регіон був колонізований англійцями в 1630 році, в 1650 році місто стало столицею нової колонії. Колонія була передана голландцям в 1667 році в обмін на території в Північній Америці (район сучасного Нью-Йорка), які й управляли Суринамом до 1975 року, коли країна отримала незалежність.

## Природні умови

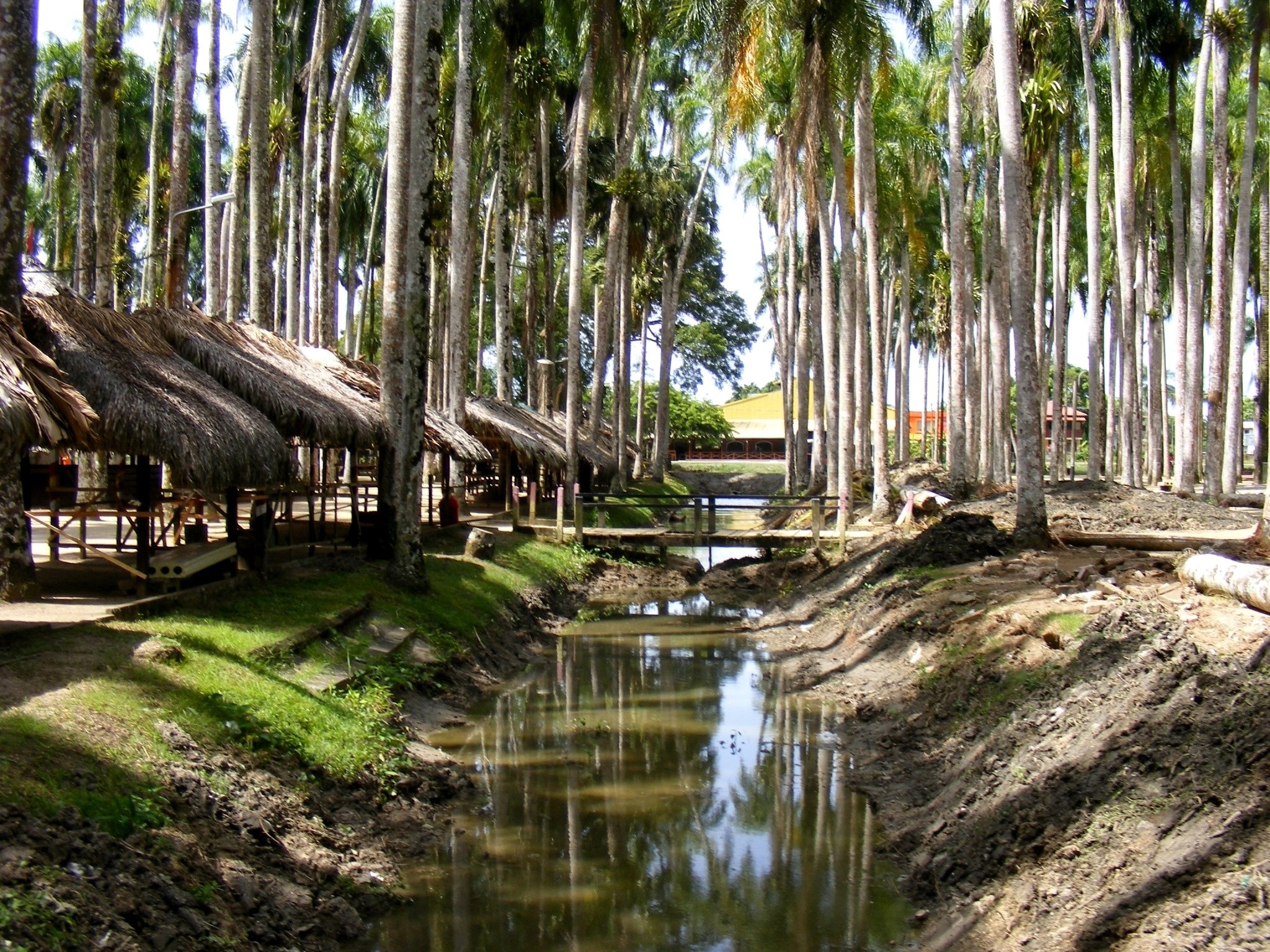
Пальмовий сад «Palmentuin»

Парамарибо розташований на річці Суринам, за 20 кілометрів від місця, де вона впадає в Атлантичний океан. Клімат цієї території екваторіальний. Температура протягом дня коливається від +23 до +31 °C, а зими й літа немає, оскільки весь рік температура повітря тримається на одному і тому ж рівні. Близько 200 днів на рік йдуть дощі, сезон дощів триває з квітня по липень, у вересні та жовтні дощі не такі рясні. У загальній складності випадає близько 2300—3000 мм опадів. Природна рослинність представлена головним чином вічнозеленими деревами та чагарниками. Тваринний світ околиць столиці представлений мавпами, ягуарами, пумами, тапірами, мурахоїдами, броненосцями, багато птахів. Води річки Суринам багаті рибою.
| Клімат Парамарибо                         | Клімат Парамарибо | Клімат Парамарибо | Клімат Парамарибо | Клімат Парамарибо | Клімат Парамарибо | Клімат Парамарибо | Клімат Парамарибо | Клімат Парамарибо | Клімат Парамарибо | Клімат Парамарибо | Клімат Парамарибо | Клімат Парамарибо | Клімат Парамарибо |
| Показник                                  | Січ.              | Лют.              | Бер.              | Квіт.             | Трав.             | Черв.             | Лип.              | Серп.             | Вер.              | Жовт.             | Лист.             | Груд.             | Рік               |
| Абсолютний максимум, °C                   | 33                | 34                | 35                | 37                | 37                | 36                | 37                | 37                | 36                | 37                | 36                | 36                | 37                |
| Середній максимум, °C                     | 30                | 30                | 30                | 31                | 30                | 31                | 31                | 32                | 33                | 33                | 32                | 30                | 31                |
| Середня температура, °C                   | 26                | 26                | 26                | 27                | 27                | 27                | 27                | 27                | 28                | 28                | 27                | 26                | 27                |
| Середній мінімум, °C                      | 22                | 22                | 22                | 22                | 23                | 22                | 22                | 23                | 23                | 23                | 23                | 22                | 22                |
| Абсолютний мінімум, °C                    | 17                | 17                | 17                | 18                | 19                | 20                | 20                | 15                | 21                | 20                | 21                | 18                | 15                |
| Температура води, °C                      | 26                | 27                | 27                | 27                | 27                | 28                | 28                | 28                | 28                | 28                | 28                | 27                | 27                |
| Норма опадів, мм                          | 200               | 140               | 150               | 210               | 290               | 290               | 230               | 170               | 90                | 90                | 120               | 180               | 2220              |
| ----------------------------------------- | ----------------- | ----------------- | ----------------- | ----------------- | ----------------- | ----------------- | ----------------- | ----------------- | ----------------- | ----------------- | ----------------- | ----------------- | ----------------- |
| Джерело: Weatherbase, World Climate Guide |                   |                   |                   |                   |                   |                   |                   |                   |                   |                   |                   |                   |                   |

## Демографія
Населення міста становить трохи більше половини населення країни. Етнічний склад украй різноманітний: нащадки переселенців з Індії — найчисленніша група, креоли, індонезійці, негри, китайці, голландці і нечисленні американські індіанці — відвічні мешканці країни.

## Відомі особистості
У місті народився:
- Лео Гланс (1911—1980) — суринамський художник.